# Phalaenopsis stobartiana
Phalaenopsis stobartiana — эпифитное трявянистое растение семейства Орхидные.
Вид не имеет устоявшегося русского названия, в русскоязычных источниках обычно используется научное название Phalaenopsis stobartiana.

## Синонимы
По данным The Plant List:
- Doritis stobartiana (Rchb.f.) T.Yukawa & K.Kita
- Kingidium stobartianum (Rchb.f.) Seidenf.
- Phalaenopsis wightii var. stobartiana (Rchb.f.) Burb.
- Phalaenopsis wightii var. stobartiana (Rchb. f.) Burbidge
- Polychilos stobartiana (Rchb.f.) Shim

## Биологическое описание
Миниатюрный моноподиальный эпифит.
Местообитание - горные леса на высотах 800 - 900 метров.
Листья продолговато-ланцетовидные, заострённые. Цветет летом на цветоносе длиной до 20 см, цветов 7 - 9.

## Ареал
Юньнань, Китай

## В культуре
Температурная группа - умеренная или теплая.
Общая информация о агротехнике в статье Фаленопсис.